# Henrik Koefoed

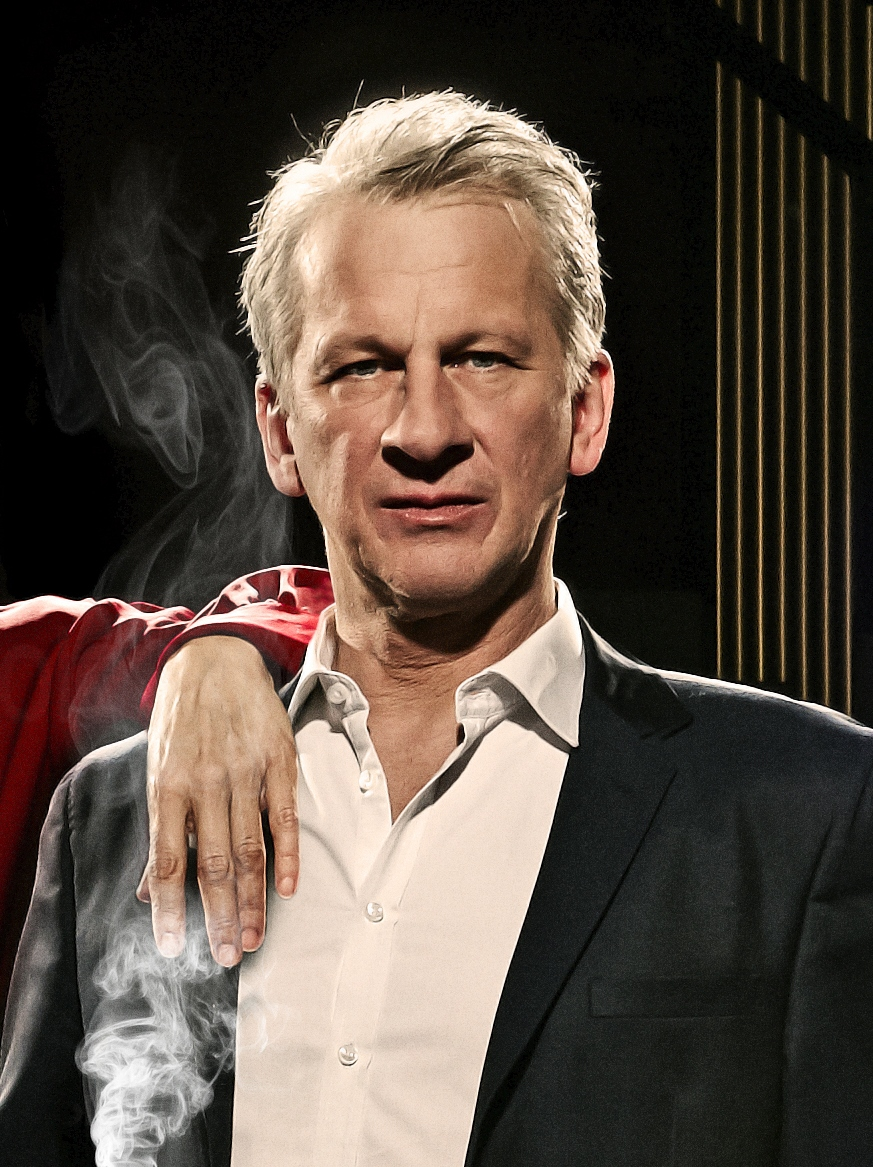
Henrik Koefoed in der Inszenierung Liva am Kopenhagener Folketeatret (2017)

Henrik Koefoed Jensen R.1 (* 25. November 1955 in Kalvehave, Region Sjælland, Dänemark) ist ein dänischer Schauspieler und Synchronsprecher.

## Leben
Henrik Koefoed war der Sohn des Hoteliers Paul Koefoed Jensen († 2004) und dessen Frau Grethe Johnsen († 2007). Er absolvierte von 1977 bis 1980 seine Schauspielausbildung an der Staatlichen Theaterschule in Kopenhagen und begann anschließend eine zweijährige Posaunen-Ausbildung am Nordjysk Musikkonservatorium in Aalborg. Danach hatte er mehrere Theaterauftritte hauptsächlich am Det Kongelige Teater, zu dessen festen Ensemble er gehörte. So wirkte er in dieser Zeit in den Theaterstücken in Én tjener og to herrer, Don Ranudo, Nero, Der var engang, Den vægelsindede, Onkel Vanja, Farvel Thomas und Regnormenes liv mit.
Koefoed erreichte eine größere Bekanntheit für seine Rolle als Yassirfir Dosirfem im dänischen Komiker-Quartett Ørkenens Sønner („Wüstenbewohner“), das regelmäßig im Fernsehen übertragen wird. Seit 1994 ist er eines der vier Mitglieder des in Dänemark sehr populären Kabarettes, in dem er unter anderem zusammen mit den Schauspielern Niels Olsen, Søren Pilmark und Asger Reher auftritt. Henrik Koefoed ist bei Ørkenens Sønner auch der primäre Drehbuchautor, Songschreiber und Arrangeur des Chores.
Im Fernsehen wirkte er in den Serien Mor er major, Privatdetektiv Anthonsen, TAXA, Edderkoppen, Unit One – Die Spezialisten, Nikolaj og Julie und Krøniken mit. Weiterhin trat er 1994 in dem Film Hospital der Geister und 1998 in Der (wirklich) allerletzte Streich der Olsenbande auf. Ebenfalls hatte er verschiedene Rollen in den dänischen Weihnachtsserien, wie z. B. in Nissebanden, Jul i Juleland, Hallo det er jul, Krummernes jul und Julestjerner. Koefoed wirkte auch in zahlreichen Animations- und Trickfilmen sowie Kinder- und Jugendfilmen als Synchronsprecher mit.
Henrik Koefoed wurde am 3. Dezember 1999 zum Ritter des Dannebrogordens und einige Jahre später am 3. Dezember 2009 zum Ritter 1. Klasse des Dannebrogordens ernannt.

## Filmografie (Auswahl)

### Film
- 1979: Rend mig i traditionerne
- 1983: De uanstændige
- 1984: Privatdetektiv Anthonsen (Anthonsen, Fernsehserie)
- 1988: Ved vejen
- 1989: Nissebanden i Grønland
- 1992: Krümel im Chaos (Krummerne 2 – Stakkels Krumme)
- 1994: Krümel hat Ferien (Krummerne 3 – Fars gode idé)
- 1994: Hospital der Geister (Riget)
- 1994: Ørkenens sønner
- 1996: Krummernes Jul
- 1997: Ørkenens sønner – Gå aldrig tilbage til en fuser!
- 1998: Der (wirklich) allerletzte Streich der Olsenbande (Olsen-bandens sidste stik)
- 2001: Ørkenens sønner – En storm i et glas vand
- 2003–2004: Unit One – Die Spezialisten (Rejseholdet)
- 2004: Brothers – Zwischen Brüdern (Brødre)
- 2004–2005: The Fairytaler
- 2006: Far til fire – i stor stil
- 2008: Rejsen til Saturn
- 2010: Lærkevej
- 2011: TV!TV!TV!
- 2012: Ørkenens sønner – Varm luft i canal grande
- 2012: Julestjerner
- 2014: 1864 – Liebe und Verrat in Zeiten des Krieges (1864, Fernsehserie)

### Synchronsprecher (dänisch)
- 1995–1999: Abenteuer mit Timon und Pumbaa (Timon & Pumbaa) als Timon
- 2001–2004: Mickys Clubhaus (House of Mouse) als Primus von Quack
- 2003: Looney Tunes: Back in Action als Daffy Duck
- 2009: Chuggington – Die Loks sind los! (Chuggington) als Daniel & Großvater Pete
- 2009: Kuddelmuddel bei Pettersson & Findus (Pettson & Findus – Glömligheter) als Henrik
- 2010: Die Olsenbande in feiner Gesellschaft (Olsen-banden på de bonede gulve) als Vorsitzender des Parlaments
- 2011: Die Abenteuer von Tim und Struppi – Das Geheimnis der Einhorn (The Adventures of Tintin) als Professor Tournesol